# La Purificación Tepetitla
La Purificación Tepetitla är en ort i Mexiko, tillhörande kommunen Texcoco i delstaten Mexiko. La Purificación Tepetitla ligger i den centrala delen av landet och tillhör Mexico Citys storstadsområde. Orten hade 3 790 invånare vid folkräkningen 2010.